# Operazione Anklet
L'operazione Anklet (italiano: "cavigliera") fu un'operazione speciale condotta dalle forze britanniche e norvegesi libere sulle isole Lofoten, nelle città di Reine, Sund e Sørvågen, in Norvegia, durante la seconda guerra mondiale.

## Contesto e forze schierate
Il 26 dicembre 1941 venne lanciato un nuovo raid di forze navali e terrestri senza alcun supporto aereo sulle Lofoten a scopo di disturbo. Anklet era in realtà un'operazione diversiva all'operazione Archery, da attuarsi sull'isola di Vågsøy. All'operazione vennero destinate 20 navi, comandate dall'ammiraglio  Frederick Dalrymple-Hamilton sulla HMS Arethusa; componevano la forza 8 cacciatorpediniere, sei per altra fonte: (HMS Somali, Ashanti, Bedouin, Eskimo, Lamerton e Wheatland); tre dragamine (HMS Speedwell, Harrier e Halcyon); due Landing Ship Infantry (HMS Prins Albert e Prinses Josephine Charlotte); i sottomarini HMS Tigris, HMS Sealion e la nave pattuglia HMS Scott. Le navi della Royal Fleet Auxiliary fornirono due navi cisterna, (RFA Grey Ranger e Black Ranger); la nave mercantile Gudrun Maersk ed il rimorchiatore Jaunty completavano lo schieramento.
La Reale marina norvegese fornì le due corvette HNoMS Andenes e Eglantine, mentre la marina militare polacca fornì i due cacciatorpediniere ORP Krakowiak e Kujawiak.
La forza da sbarco venne incentrata su 223 uomini del No. 12 Commando, cui si aggiunsero 77 uomini della Norwegian Independent Company 1, conosciuta anche come Kompani Linge dal nome del suo comandante, capitano Martin Linge, che venne ucciso nel contemporaneo raid su Vagsoy.

## Svolgimento dell'attacco e bilancio
Lo sbarco non incontrò alcun'opposizione e la piccola guarnigione tedesca venne catturata, insieme ad un piccolo numero di navi pattuglia, mentre una venne affondata. Generi alimentari tra cui del cioccolato francese trovato nei depositi vennero distribuiti alla popolazione locale. L'ammiraglio Hamilton considerò l'ipotesi di restare sulle isole, ma un attacco aereo con alcuni danni alla Arethusa lo indussero a desistere.
L'operazione comunque fruttò un esemplare della macchina Enigma trovata su una delle navi pattuglia catturate, 200 volontari norvegesi e alcuni prigionieri tedeschi e norvegesi collaborazionisti. Per contro leggeri danni vennero inflitti all'incrociatore HMS Arethusa a causa di una bomba lanciata da un idrovolante tedesco, a dimostrazione che un'operazione navale non poteva essere lanciata senza un supporto aereo; la nave rimase in bacino 14 settimane per riparare i danni.